# پل ستارخان
پل ستارخان پلی است در شهر تهران. روی تقاطع خیابان همایون‌پور، خیابان ستارخان و خیابان تهران‌ویلا قرار دارد و دسترسی به بزرگراه شیخ فضل‌الله نوری را امکان‌پذیر می‌سازد. این پل در سال ۱۳۵۳ ساخته شده‌است. نام قدیمی این پل پل تاج بوده‌است.